# Cheumatopsyche bhatrapura
Cheumatopsyche bhatrapura är en nattsländeart som beskrevs av Malicky 1979. Cheumatopsyche bhatrapura ingår i släktet Cheumatopsyche och familjen ryssjenattsländor. Inga underarter finns listade i Catalogue of Life.